# Черниговское (Северо-Казахстанская область)
Черниговское (каз. Черниговское) — село в Тайыншинском районе Северо-Казахстанской области Казахстана. Входит в состав Краснополянского сельского округа. Находится примерно в 50 км к западу от города Тайынша, административного центра района, на высоте 155 метров над уровнем моря. Код КАТО — 596056800.

## История
Село основано в 1936 году для спецпоселенцев из лиц немецкой и польской национальностей, высланных с Волыни.

## Население
В 1999 году численность населения села составляла 403 человека (204 мужчины и 199 женщин). По данным переписи 2009 года в селе проживало 194 человека (94 мужчины и 100 женщин).
Согласно данным официального интернет-ресурса Краснополянского сельского округа на 1 сентября 2022 года в Черниговке проживало 73 человека, из них 10 пенсионеров.